# Faïenceries de Bourg-la-Reine
 (décembre 2015).
Si vous disposez d'ouvrages ou d'articles de référence ou si vous connaissez des sites web de qualité traitant du thème abordé ici, merci de compléter l'article en donnant les références utiles à sa vérifiabilité et en les liant à la section « Notes et références ».

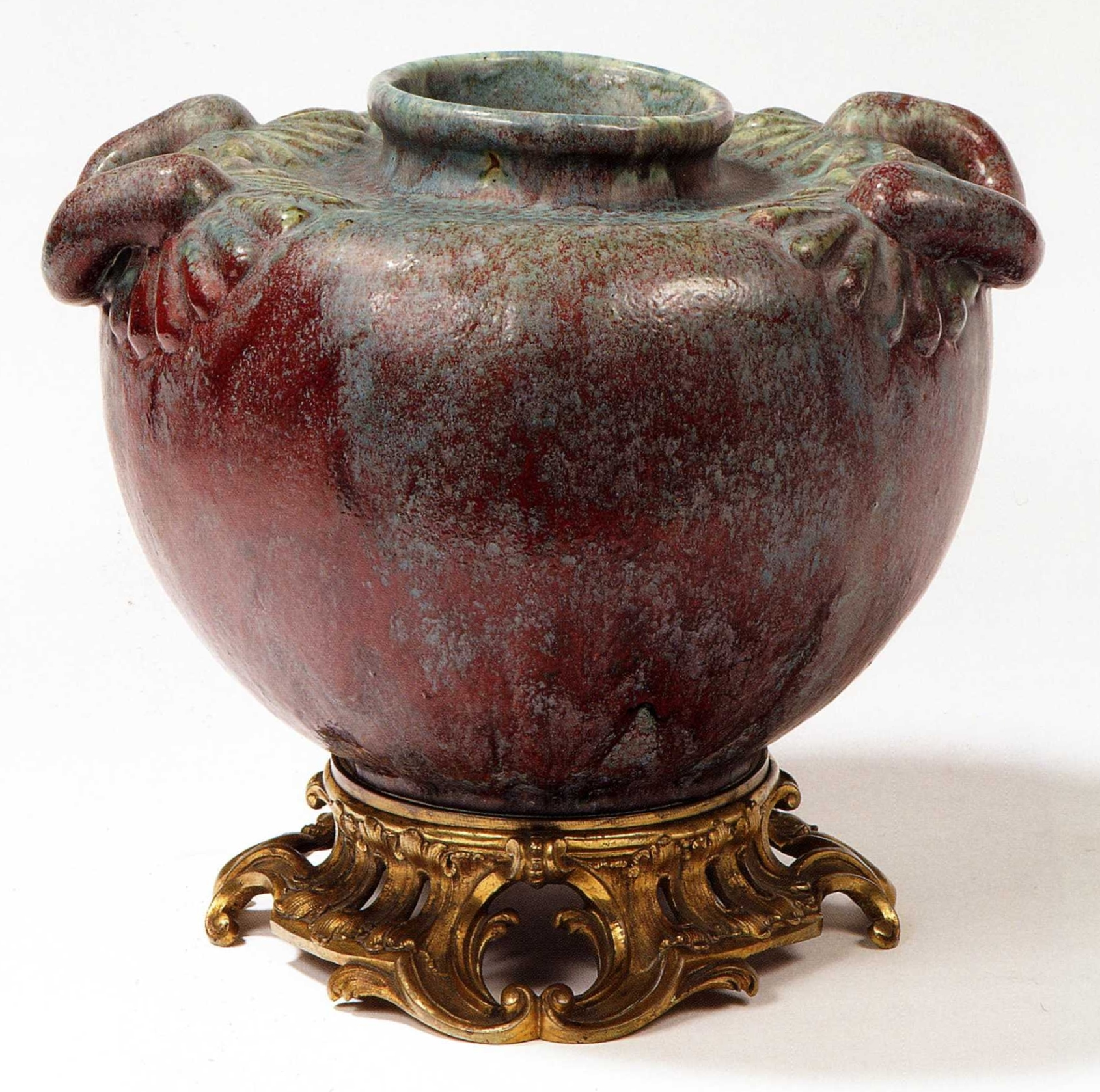
Pierre-Adrien Dalpayrat, vase en grès monté sur bronze doré, vers 1900. Localisation inconnue.

Les faïenceries de Bourg-la-Reine sont un ensemble de faïenceries qui se sont développées de la fin du XVIIIe siècle jusqu'au début du XXe siècle à Bourg-la-Reine (Hauts-de-Seine).

## Faïencerie Jacques et Jullien
Charles Symphorien Jacques était un sculpteur, membre de l'Académie de Saint-Luc venant de la faïencerie de Sceaux fondée en 1735 par l'architecte de Bay. Le chimiste Jacques Chapelle dirigea cette entreprise en 1759 qu'il loua d'abord en 1763 à Jacques et à Joseph Jullien peintre et en 1772, au sculpteur Richard Glot. Parti quelque temps pour Mennecy-Villeroy, qu'ils exploitent parallèlement avec Bourg-la-Reine. Les deux artistes s'installent dans une maison sur la Grande Rue à l'angle de la rue de la Faïencerie (aujourd'hui au no 116 avenue du Général-Leclerc) et démarrent leur production en 1773. Joseph Jullien meurt le 16 mars 1774. Son fils Joseph Léon prend la relève et se retire de l'affaire. Un de leurs collaborateurs est Jean-Charles Auboin (1731-1809) qui va s'installer à son compte. Charles Symphorien Jacques devient l'associé de son père et syndic de la municipalité en 1789. Sa mère meurt le 24 mai 1789 et son père le 15 avril 1799 à Bourg-la-Reine. En 1804 la fabrique fait faillite et la maison est vendue le 12 octobre 1805.

## Faïencerie Jean-Charles Auboin
Jean-Charles Auboin (1731-1809) a travaillé à la faïencerie de Bourg-la-Reine chez Jacques et Jullien (rue de la faïencerie). Deux de ses garçons et trois de ses petits-fils seront faïenciers. Cette famille est très impliquée dans la vie politique de la commune, Jean-Charles signe le cahier des doléances de 1789. Jean-Marie, un de ses fils, né vers 1756, est conseiller municipal de 1793 à 1796. C'est leur four que Dalpayrat utilisera sûrement en 1889 aux nos 31-33 avenue du Général-Leclerc. François-Isidore Auboin, professeur de latin, mort le 1er novembre 1819, fut peut être maître de pension sous le premier Empire.

## Faïencerie Pierre-Claude Poussin
Ancien ouvrier de Charles Symphorien Jacques, Pierre-Claude Poussin crée une faïencerie à l'enseigne de La Madeleine à l'angle de la rue Tremière (aujourd'hui no 39 avenue du Général Leclerc). Cette faïencerie, dite « faïencerie no 2 » sera vendue successivement à Jean-Paul Louis Chesnel-Larossière de 1801 à 1813, Barthélémy Carlu de 1805 à 1823, Pierre Docithé Benoist qui la loue le 29 juin 1821 et devient fabricant en 1826, et François Guillaume Mony en 1822, qui rachètera une seconde faïencerie dite « no 5 » au no 5 Grande rue (aujourd'hui no 31 avenue du Général-Leclerc) fondée par Benoist avant 1826. Il fait des émules puisque d'autres ouvriers vont créer leur propre fabrique : Berujean à qui succède Auboin au no 5 rue de la Faïencerie, et Fournier au no 17 à la fin du XIXe siècle. C'est dans cet atelier que François Laurin, le petit-fils de Mony fera ses premières armes.

## Faïencerie Louis-François Laurin

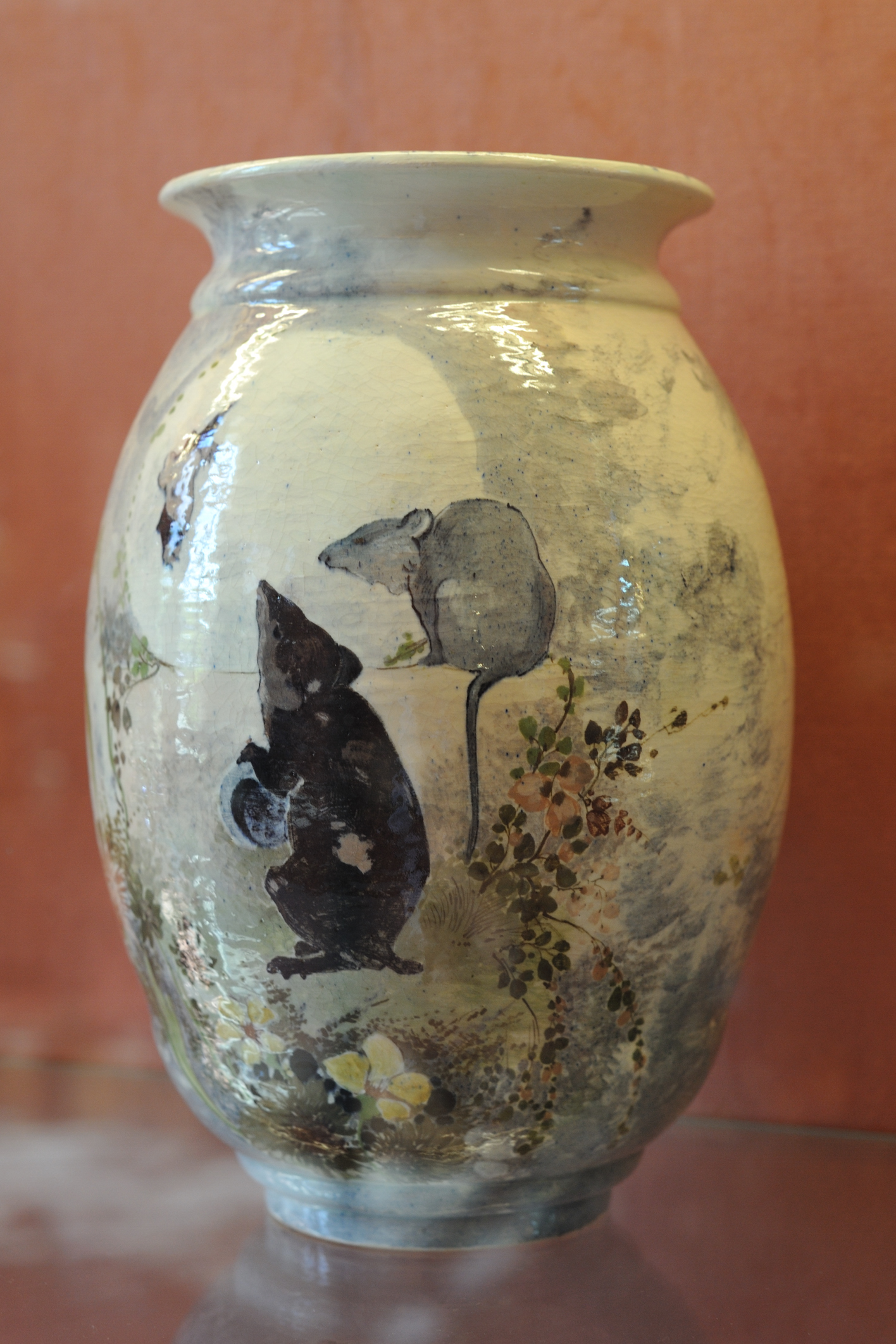
Manufacture Laurin, Vase décoré de deux rats, vers 1875. Limoges, musée national de la porcelaine Adrien Dubouché.

François Laurin né à Bourg-la-Reine en 1826, et mort le 19 mai 1901 au no 2 rue André-Theuriet à Bourg-la-Reine, conseiller municipal de 1847 à 1896, est le fils du faïencier Louis-François Laurin, mort et enterré à Bourg-la-Reine le 27 avril 1857, et de Florentine Sophie Mony, morte et inhumée dans cette ville le 8 avril 1881, fille du faïencier. En 1856, il insuffle avec le peintre Émile-Aubert Lessore (1805-1876) un renouveau en relançant les faïenceries artistiques et, en 1871, il met au point les barbotines avec Ernest Chaplet. Il décore de nombreuses maisons de Bourg-la-Reine, dont la sienne, qui existe toujours au no 2 rue André-Theuriet. Il est le créateur du panneau La Vierge et l'Enfant conservé dans l'église Saint-Gilles de Bourg-la-Reine. Sa production est présentée à l'Exposition de Vienne en 1873 et de Paris en 1874 et 1878. Parmi ses collaborateurs se trouvent Ernest Chaplet (1835-1909) entre 1857 et 1874, Albert Dammouse (1848-1926), Édouard Paul Mérite (1867-1941), ainsi que le peintre et graveur Auguste Lepère (1849-1918). En 1875, il crée son premier atelier à Bourg-la-Reine qu'il conservera jusqu'en 1887, date à laquelle il va s'installer à Choisy-le-Roi jusqu'à son suicide en 1909.

## Faïencerie Pierre-Adrien Dalpayrat
Pierre-Adrien Dalpayrat, de renommée internationale, est né en 1844 et mort en 1910 à Limoges. En 1889, il s'installe aux nos 5-7 Grande Rue (aujourd'hui nos 31-33 avenue du Général-Leclerc) où se trouve aussi la fabrique de Joseph Alphonse Carron (1815-1859) et de ses enfants, Jules Édouard Carron (né en 1839) et son frère aîné Ernest Louis Carron (né en 1838) ainsi que du benjamin Félix Ernest Carron et de son fils Édouard Carron. Cette demeure annexera le no 9 et sera détruite en 1907. Il semble qu'il ait également demeuré au no 22 Grande Rue pour déménager en 1895 au no 19. Vers 1889, Dalpayrat va  utiliser le four des Aubouin qui travaillent avec Pardoux, céramiste de Bourg-la-Reine, célèbre pour ses grès flambés jaspés. Il travaille avec sa femme Marie Tallerse et ses enfants : Albert, Adolphe, Hyppolite et Paul.
En 1893, Dalpayrat fait la connaissance de la suédoise Agnès de Frumerie (1869-1937) qu'il prendra quelque temps comme collaboratrice, mais les différences de caractères vont rapidement mettre un terme à cette relation. Il reçoit une médaille d'or à l'Exposition universelle de 1900, et la Légion d'honneur. Il s'adjoint la collaboration des joailliers parisiens Cardeilhac et Keller.
Lorsqu'il cesse son activité en 1906, Pierre-Adrien Dalpayrat regagne Limoges où il meurt en 1910. La fabrique est reprise par Volant, puis Genty à l'enseigne de Faïenceries de Bourg-la-Reine et d'Arcueil réunies avec Albert et Adolphe Dalpayrat, deux des fils de Pierre-Adrien. Elle fermera définitivement en 1913. Albert Dalpayrat finira par s'installer à son compte à Bagneux en produisant des grès à la façon de son père.
En 2000, la ville ouvre un musée consacré à sa production de céramique à la villa Saint-Cyr. En 2012, cette collection est transférée dans la grande maison aux façades décorées de faïences que Pierre-Adrien Dalpayrat habita de 1895 à 1907, dite aujourd'hui Maison Dalpayrat, visible à l'angle de la rue de la Madeleine (aujourd'hui rue Jean-Roger-Thorelle) et de la Grande Rue (nos 41-43 avenue du Général-Leclerc).

## Les fouilles archéologiques
Des fouilles effectuées de 1998 à 1999permirent de localiser, entre les nos 21 et 45, quatre faïenceries du XVIIIe siècle. Du no 52 au no 54, furent découvertes des faïenceries de la première moitié du XIXe siècle. Au no 116 se trouvait la première faïencerie royale du XVIIIe siècle, et on a pu situer la première faïencerie Jacques et Jullien au no 116 de l'avenue du Général Leclerc.